# Парди, Гарольд
Гарольд Парди (англ. Harold Ensign Bennet Pardee) — американский кардиолог, известный в связи с описанием электрокардиографических признаков острого инфаркта миокарда — дуги Парди.
В 1920 году Гарольд Парди описал характерные изменения сегмента ST у пациента с острым инфарктом миокарда, который в дальнейшем Полом Уайтом был назван в честь ученого — дугой Парди.

## Научные труды
- Harold E. B. Pardee: "An electrocardiographic sign of coronary artery obstruction". In: "Arch Intern Med". 1920 Nr. 26, S. 244-257.
- Harold E. B. Pardee: "Clinical Aspects of the Electrocardiogram". Hoeber, New York 1924. (weitere Auflagen 1928, 1933, 1941)
- Harold E. B. Pardee (Hrsg.): "The Nomenclature and Criteria for the Diagnosis of Diseases of the Heart and Blood Vessels". New York Tuberculosis and Health Association, New York 1928.
- Harold E. B. Pardee: "What You Should Know About Heart Disease." Lea & Febiger, Philadelphia 1928.